# Emphusis nigris
Emphusis nigris är en insektsart som beskrevs av William D. Funkhouser 1939. Emphusis nigris ingår i släktet Emphusis och familjen hornstritar. Inga underarter finns listade i Catalogue of Life.